# Y 5100
,
Les Y 5100 sont des locotracteurs légers de la SNCF. Ils servaient surtout dans les dépôts et les ateliers pour les manœuvres du matériel.

## Particularité
Les Y 5101 à 5126 recevront d'origine des roues monoblocs d'un diamètre de 1 100 mm, alors que le reste de la série recevra des roues avec bandages d'un diamètre de 1 050 mm.

## Livrées

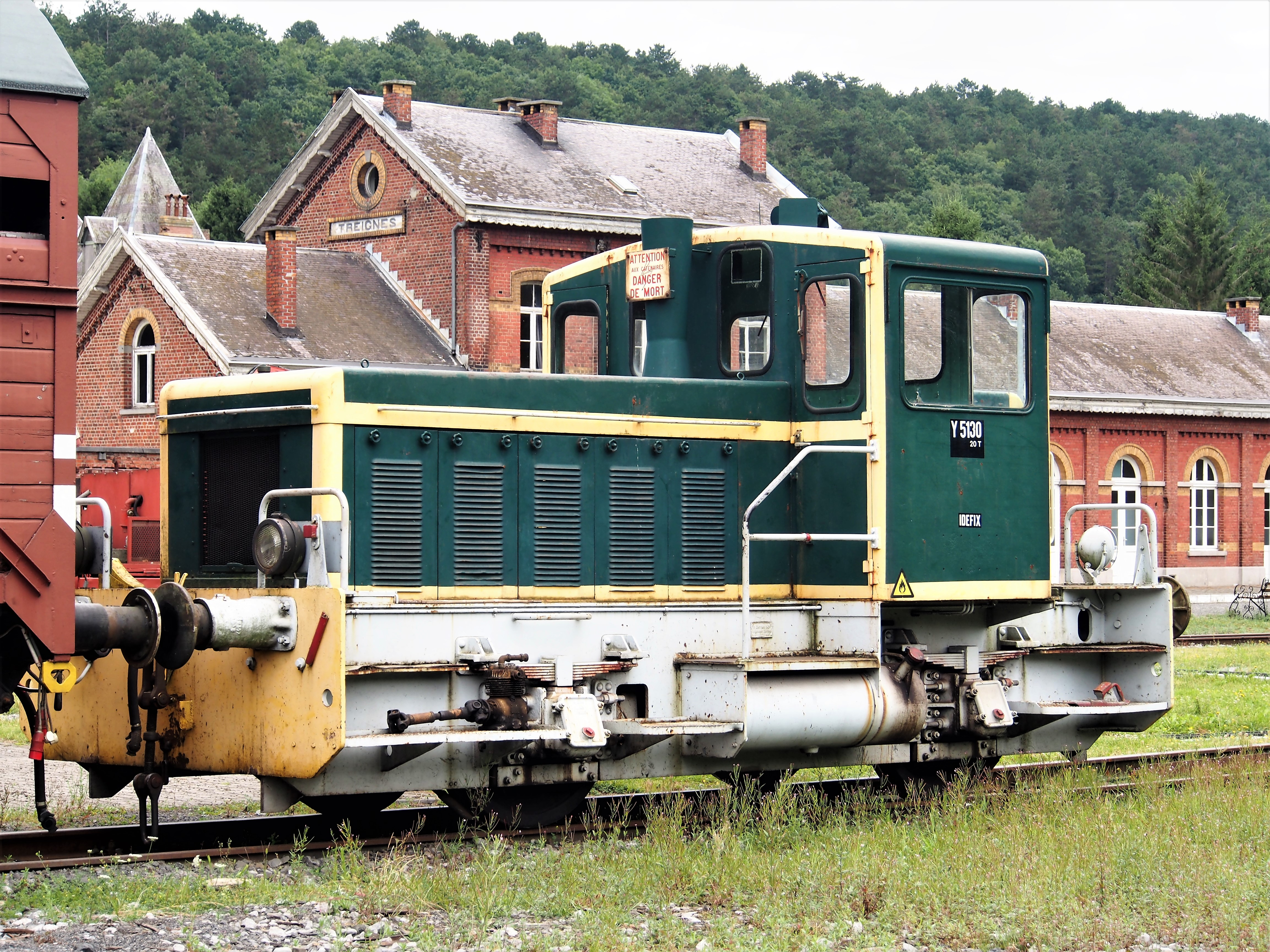
Y 5130 préservé par le CFV3V

À l'origine, la livrée des Y 5100 était verte à filets jaunes : vert extérieur 306 pour la caisse, jaune jonquille 401 pour les bandes et traverses de tête et noir pour le châssis. Ces teintes évoluent ensuite vers le vert celtique 301 pour la caisse et le gris ardoise 807 pour le châssis.
Lors de leur réutilisation en LOCMA (LOCotracteur de MAnœuvre) en fin de carrière, certains sont repeints dans d'autres livrées propres à leur établissement. Il en est de même lorsque d'autres sont revendus pour une utilisation sur embranchements particuliers.

## Effectifs par réseaux du 1er janvier 1966[2]jusqu'à celui de 1973[3]et dépôts titulaires[3],[4],[5],[6]
- Réseau Est - 1 : 11[2],[3]
- Réseau Nord - 2 : 16[2],[3]
- Réseau Ouest - 3 : 13[2],[3]
- Réseau Sud-Ouest - 4 : 10[2],[3]
- Réseau Sud-Est - 5 : 9[2], 12[3]
- Réseau Méditerranée - 6 : 3[2]
- La Villette[3],[4],[5],[6]
- Chalindrey[3],[4],[5],[6]
- Mohon[3],[4],[5],[6]
- Metz[3],[4],[5],[6]
- Thionville[3],[4],[5],[6]
- Strasbourg[3],[4],[5],[6]
- La Plaine[3],[4],[5]
- Aulnoye[3],[4]
- Lens[3],[4],[5],[6]
- Longueau[3],[4],[5],[6]
- Achères[3],[4],[5],[6]
- Le Mans[3],[4],[5],[6]
- Sotteville[3],[4],[5],[6]
- Caen[3],[4],[5]
- Rennes[3],[4],[5]
- La Rochelle[3],[4],[5]
- Nantes[3],[4],[5],[6]
- Paris - Sud-Ouest[3],[4],[5],[6]
- Les Aubrais[3],[4],[5]
- Bordeaux - Saint-Jean[3],[4],[5],[6]
- Limoges[3],[4],[5],[6]
- Brive[3],[4]
- Toulouse[3],[4],[5],[6]
- Villeneuve[3],[4],[5],[6]
- Nevers[3],[4],[5],[6]
- Dijon-Perrigny[3],[4],[5],[6]
- Vénissieux[3],[4] puis Lyon-Vaise[6]
- Marseille-Blancarde[3],[4],[5]
- Nîmes[3],[4],[5]
- Avignon[4],[5]
- Tarbes[4],[6]

## Préservation
- Y 5119 : exposé en monument sur un rond-point à Longueau (Somme) ;
- Y 5130 : préservé en état de marche par le Chemin de Fer à Vapeur des Trois Vallées (CFV3V) en Belgique ;
- Y 5132 : hébergé au Vélorail de la Vallée du Spin à Dieuze. Hors-service, conservé comme réserve de pièces ;
- Y 5136 : préservé par la TRANSVAP ;
- Y 5137 : préservé par le Chemin de fer Touristique du Haut-Quercy (CFTHQ) ;
- Y 5143 : préservé en état de marche par le Matériel Ferroviaire Patrimoine National (MFPN) ;
- Y 5144 : anciennement préservé par le Train des Mouettes (TdM), ferraillé en 2019 ;
- Y 5159 : hébergé au Vélorail de la Vallée du Spin à Dieuze. Hors-service.

## Modélisme
Les Y 5100 ont été reproduits à l'échelle HO par l'artisan Télétrain, sous forme de kit à monter en laiton.